# أطلنثيا
أطَلَنْثيَا جنسٌ أشجار وجنبات من النباتات المزهرة في عائلة الحمضيات السذابية . أنواعها قليلة مهدها آسية الإستوائية وبعض مناطق استراليه، ثمارها لا تؤكل وهي برتقالية الشكل والحجم واللباب، طعمها إلى المرارة الحامزة كما في النارنج. تُزرع لزهورها العطرية وتستعمل كمطعمات لمختلف أنواع البرتقال.

## الاستخدامات
ذكر في كتاب النباتات الأصلية المفيدة لأستراليا أوأتالانتيا جلوكا ، والأسماء الشائعة الليمون الصحراوي. الثمرة كروية ، ويبلغ قطرها حوالي نصف بوصة. ينتج منها مشروباً حمضياً.